# Epiphragma juquicola
Epiphragma juquicola är en tvåvingeart som beskrevs av Alexander 1945. Epiphragma juquicola ingår i släktet Epiphragma och familjen småharkrankar. Inga underarter finns listade i Catalogue of Life.